# Reka (Mitrovica)
Reka (albanisch auch Rekë, serbisch-kyrillisch Река) ist ein Dorf im Norden des Kosovo und gehört zur Gemeinde Mitrovica e Jugut.

## Geographie
Das Dorf liegt vier Kilometer östlich von Mitrovica in der Shala e Bajgorës genannten Region. Erreichen lässt sich Reka über die M-22.3 und R-129. Nördlich liegt das Dorf Lisica. 

## Bevölkerung

### Ethnien
Bei der Volkszählung 2011 wurden für Reka 224 Einwohner erfasst. Davon bezeichneten sich 222 als Albaner (99,10 %), 1 als Bosniake und 1 machte keine Angabe.
| Volkszählung | 1948 | 1953 | 1961 | 1971 | 1981 | 1991 | 2011 |
| ------------ | ---- | ---- | ---- | ---- | ---- | ---- | ---- |
| Einwohner    | 146  | 177  | 220  | 333  | 412  | 539  | 224  |

### Religion
2011 bekannten sich von den 224 Einwohnern 222 zum Islam und 2 machten keine Angaben.